# Mlýn Skály
Mlýn Skály se nachází na pravém břehu Chrudimky na katastrálním území vesnice Kunčí, která je administrativně částí města Slatiňany v okrese Chrudim v Pardubickém kraji.

## Historie
Historie vodního mlýna Skály na řece Chrudimce nedaleko vesnice Škrovád sahá až do 16. století. Mlýn měl čtyři mlýnská kola na vrchní vodu. Roku 1907 koupil mlýn Vojtěch Fousek a postavil zde moderní funkcionalistickou mlýnskou budovu s nejmodernějšími turbínami své doby. V roce 1948 prošel mlýn další velkou renovací. Na mlýn byla roku 1950 uvalena národní správa a o čtyři roky později byl znárodněn. Mouka se v něm mlela až do roku 1961. Mlýn poté sloužil jako výrobna krmných směsí, šrotů, kukuřičných klíčků a jáhel z prosa. Po roce 1991 byl restituován a následně nákladně renovován na penzion.

## Galerie

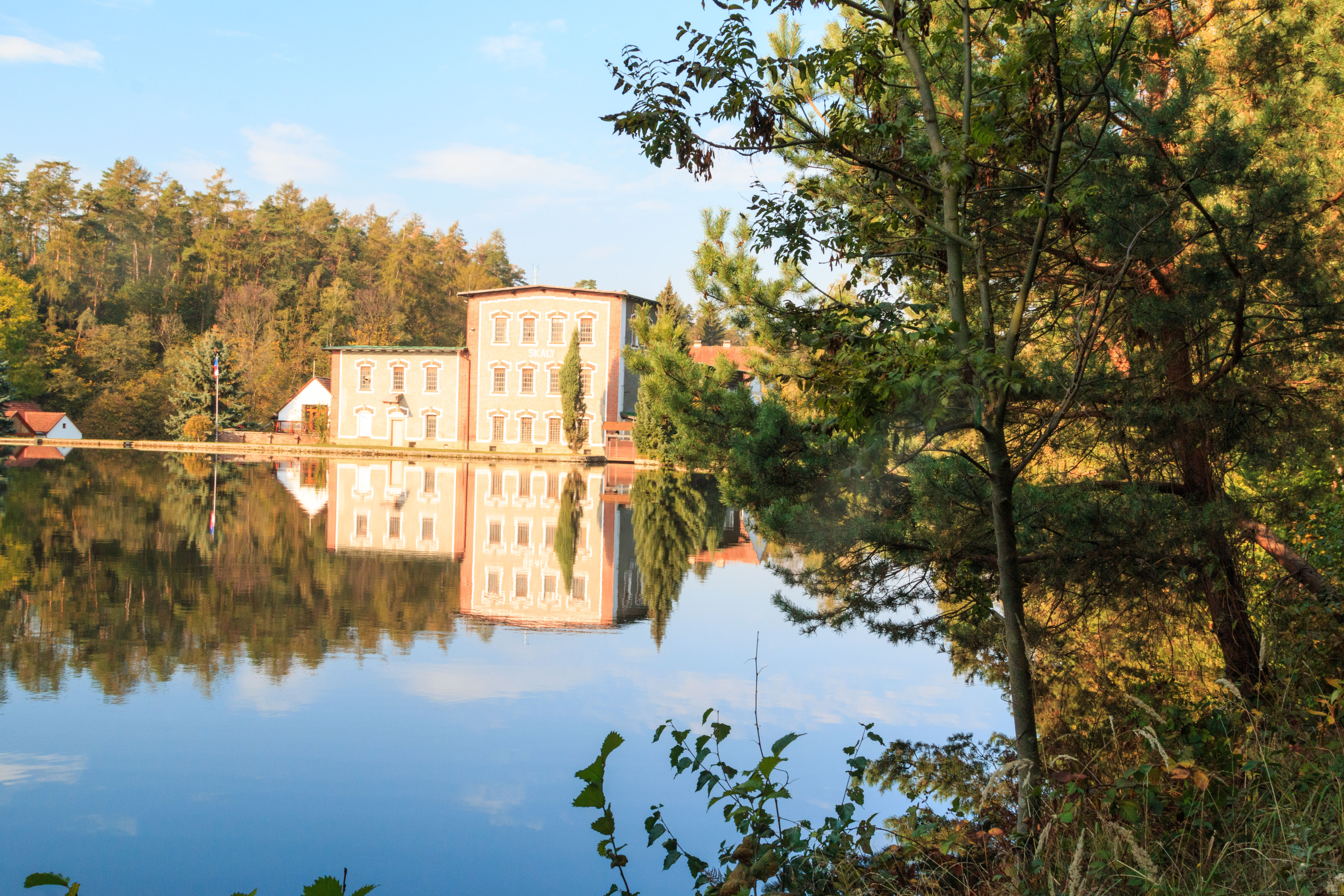
pohled na mlýn Skály u Škrovádu
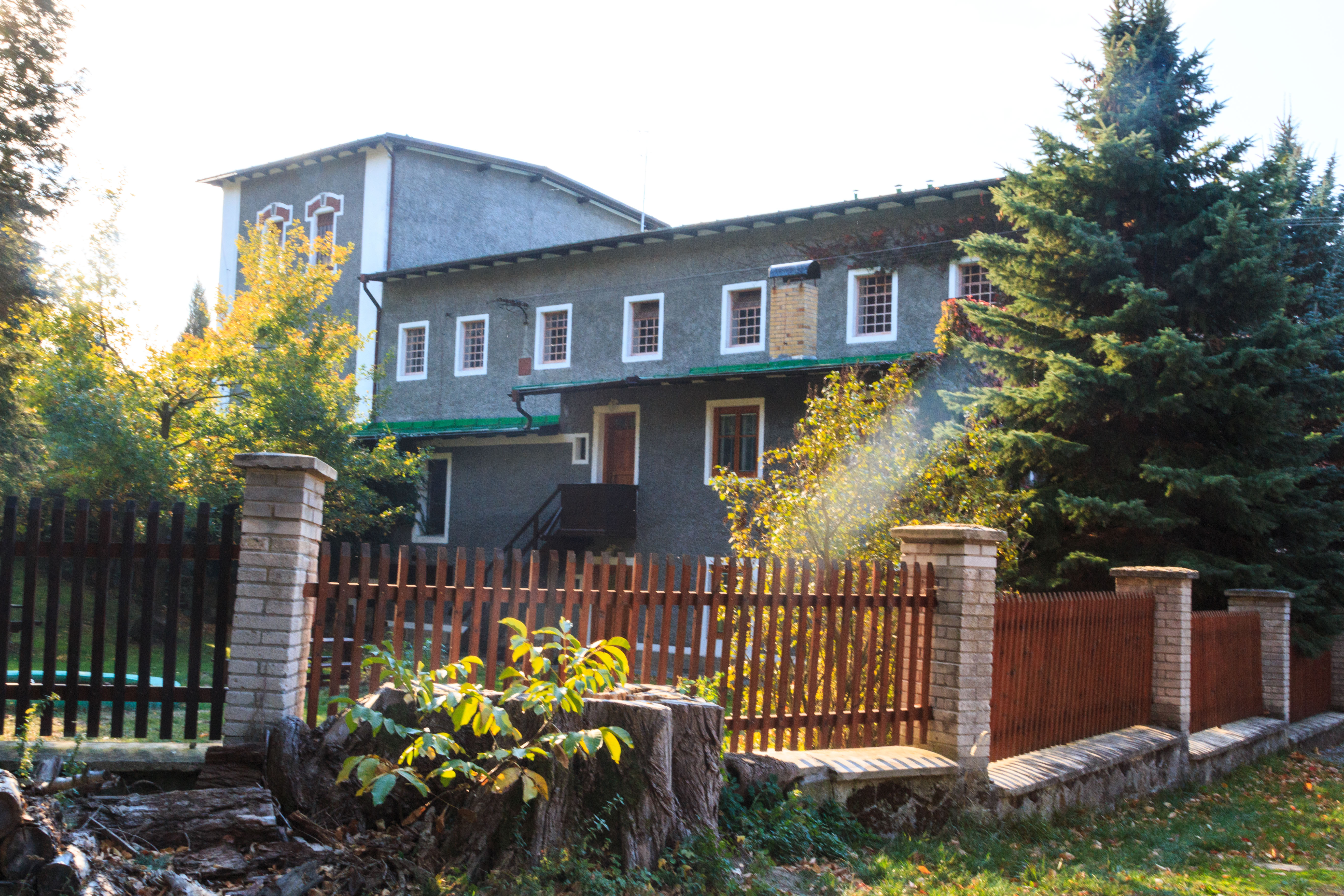
pohled na mlýn Skály u Škrovádu
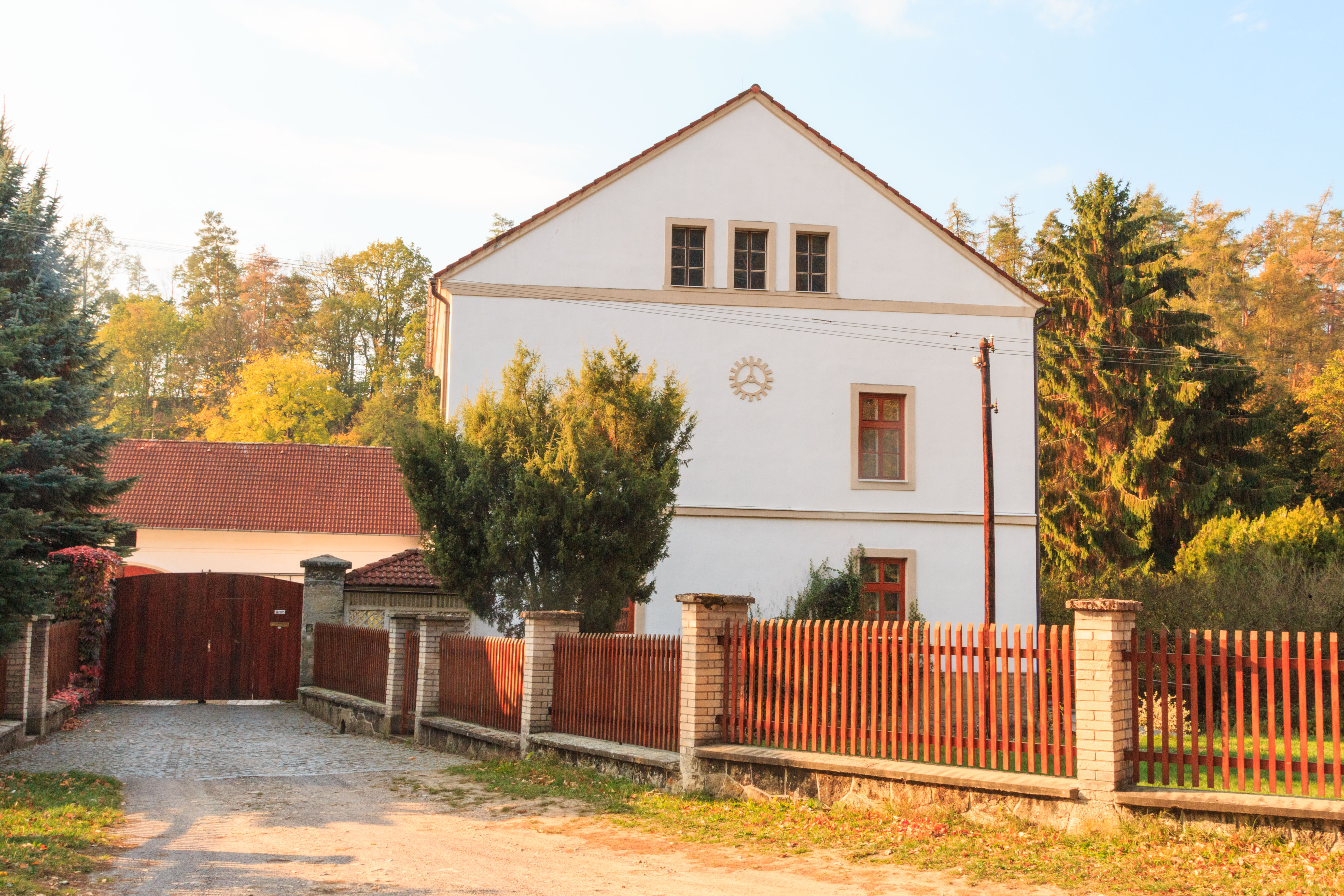
pohled na mlýn Skály u Škrovádu